# Krüger
Krüger oder Krueger ist ein deutscher Familienname.
Krüger gibt es auch als Vornamen.

## Herkunft und Bedeutung
Das Wort Krüger kommt aus dem Niederdeutschen und bezeichnet einen Gastwirt, dem das Krugrecht erteilt wurde und der einen Krug betreibt.

## Varianten
Zum Familiennamen Krüger gibt es die alternative Schreibweisen Krueger, Crüger, Kruger, Kröger und Kroeger sowie die ebenfalls vom Wort Krug abgeleitet verwandten Familiennamen Krug, Krüg, Krog, Krügel und Krugmann. In Polen gibt es die Schreibweise Kryger oder Krygier, in Russland und Kasachstan Kriger.

## Häufigkeit
Der Familienname Krüger belegt Platz 31 unter den häufigsten Familiennamen in Deutschland.

## Sonstiges
- Die Krüger-Depesche ist ein Glückwunschtelegramm von Wilhelm II. an den Präsidenten der Burenrepublik Paul Kruger (Ohm Krüger) zum Sieg über englische Truppen. Nach Paul Kruger wurden auch die Goldmünze Krugerrand und der Kruger-Nationalpark benannt.
- Die Krüger GmbH & Co. KG aus Bergisch Gladbach ist ein führender Hersteller von Instantprodukten.
- Eine Zigarettenmarke mit dem Namen Krüger kommt von den Kanarischen Inseln.
- Der Krügerberg ist ein Berg im Königin-Maud-Land in Antarktika.

## Namensträger

### A
- Aaron Krüger (* 1989), guamisch-deutscher Fußballspieler
- Adalbert Krueger (1832–1896), deutscher Astronom
- Adolf Krüger (1892–1974), deutscher Politiker (USPD, SPD)
- Alan B. Krueger (1960–2019), US-amerikanischer Wirtschaftswissenschaftler und Hochschullehrer
- Albert Krüger (Künstler, 1858) (1858–nach 1910), deutscher Grafiker, Radierer und Maler
- Albert Krüger (Architekt) (1878–1933), deutscher Architekt
- Albert Krüger (Künstler, 1885) (Albert Sigfrid Krüger; 1885–1965), schwedischer Maler
- Albert Krüger (Künstler, 1955) (* 1955), deutscher Holzschneider, Bildhauer und Sonderpädagoge
- Albert Peter Johann Krüger (1810–1883), deutscher Schauspieler, Schriftsteller und Dichter
- Albrecht Krüger (1663–1726), deutscher Medailleur und Stempelschneider, siehe Albrecht Krieger
- Albrecht Krüger (Kapellmeister), deutscher Kapellmeister, siehe Hannoversche Opernschule
- Albrecht Krüger (Physiker) (auch Albrecht Krueger; 1933–2009), deutscher Physiker
- Alexander Krüger (* 1969), deutscher Basketballspieler
- Alexis Krüger (* 1972), deutscher Sprecher und Puppenspieler
- Alfred Krüger (Maler) (1876–??), deutscher Maler und Radierer
- Alfred Krüger (Journalist) (1887–1953), deutscher Jurist, Journalist und Lyriker
- Alfred Krüger (Politiker) (1904–1992), deutscher Politiker (CDU), MdL Niedersachsen
- Alfred Krüger (Manager) (1920–1982), deutscher Wirtschaftsmanager
- André Krüger (Sporthistoriker) (* 1960), deutscher Fußballhistoriker
- André Krüger (Footballspieler) (1979–2021), deutscher American-Football-Spieler
- Andrea Krueger (* 1957), deutsche Politikerin
- Andreas Krüger (Architekt) (1719–1759), deutscher Maler und Architekt
- Andreas Krüger (Produzent) (* 1963), deutscher Musikproduzent
- Andreas Krüger (Mediziner) (* 1964), deutscher Kinder- und Jugendpsychiater und Psychotherapeut
- Andreas Ludwig Krüger (1743–1822), deutscher Maler und Architekt
- Angela Lemppenau-Krüger (* 1942), deutsche Juristin, Richterin und Gerichtspräsidentin
- Angelika Krüger-Leißner (* 1951), deutsche Politikerin (SPD), MdB
- Anja Krüger (* 1964), deutsche Handballspielerin
- Anke Krüger (* 1973), deutsche Chemikerin und Hochschullehrerin
- Anna Krüger (Literaturwissenschaftlerin) (1904–1991), deutsche Literaturwissenschaftlerin
- Anna Feodorowna Krüger (1792–1814), deutsche Schauspielerin
- Anne Krüger (Autorin) (* 1975), deutsche Schriftstellerin und Hörspielautorin
- Anne Krüger (Shorttrackerin) (* 1979), deutsche Shorttrackerin
- Anne O. Krueger (* 1934), US-amerikanische Wirtschaftswissenschaftlerin
- Answald Krüger (1918–1977), deutscher Theaterleiter und Drehbuchautor
- Antje Krüger (* 1963), deutsche Juristin und Richterin am Bundesgerichtshof
- Anton Ferdinand Krüger (1795–1857), deutscher Kupferstecher
- Antonio Krüger, deutscher Informatiker
- Arnd Krüger (* 1944), deutscher Leichtathlet und Sporthistoriker
- Arne Krüger (1929–2010), deutscher Gastronom, Verleger und Sachbuchautor
- Arnold Krüger (Politiker, I), deutscher Politiker, Bezirksbürgermeister von Berlin-Prenzlauer Berg
- Arnold Krüger (Politiker, 1920) (1920–2011), deutscher Politiker (FDP), MdA Berlin
- Arthur Krüger (1866–nach 1926), deutscher Karikaturist
- Ashlyn Krueger (* 2004), US-amerikanische Tennisspielerin
- Astrid Krüger (* 1969), deutsche Historikerin und Archivarin
- August Krüger (Philologe) (1793–1873), deutscher Altphilologe, Lehrer und Autor
- August Krüger (Politiker) (1863–1929), deutscher Politiker (SPD)

### B
- Bartholomäus Krüger (um 1540–nach 1597), deutscher Schriftsteller
- Benjamin Krüger (* 1980), deutscher Schauspieler
- Bennie Krueger (1899–1967), US-amerikanischer Saxophonist, Komponist und Bandleader
- Bernhard Krüger (Baumeister) (1821–1881), deutscher Baumeister
- Bernhard Krüger (Politiker), deutscher Politiker (LDPD), MdL Thüringen
- Bernhard Krüger (SS-Mitglied) (1904–1989), deutsches SS-Mitglied
- Bernhard Krüger (Fußballspieler) (1914–1997), deutscher Fußballspieler
- Berthold Krüger (1877–1941), deutscher Politiker (DNVP)
- Bob Krueger (1935–2022), US-amerikanischer Politiker
- Bodo Krüger (* 1958), deutscher Journalist
- Bogislav Conrad Krüger-Hansen (1776–1850), deutscher Arzt
- Brigitte Krüger (Journalistin) (1913–1974), deutsche Journalistin
- Brigitte Krüger (Literaturwissenschaftlerin) (* 1950), deutsche Germanistin und Literaturwissenschaftlerin
- Brigitte Krüger (Politikerin), deutsche Gewerkschafterin und Politikerin, MdV
- Brooke Krueger-Billett (* 1980), australische Hammerwerferin
- Bruno Krüger (Richter) (1878–1931), deutscher Jurist und Richter
- Bruno Krüger (Politiker) (1922–1983), deutscher Politiker (LDPD)
- Bruno Krüger (Prähistoriker) (1926–2022), deutscher Prähistoriker
- Bum Krüger (eigentlich Willy Krüger; 1906–1971), deutscher Schauspieler

### C
- Carl Krüger (Jurist) (1815–1883), deutscher Jurist und Politiker
- Carl Krüger (Komponist) (1867–1930), deutscher Komponist
- Carl Krüger (Architekt, 1904) (1904–nach 1953), deutscher Architekt und Bauunternehmer
- Carl Albert Krüger (auch Karl Albert Krüger; 1803–1875), deutscher Architekt und Baurat
- Carl Wilhelm August Krüger (1797–1868), deutscher Jurist und Kunstsammler
- Carmen Krüger (* 1966), deutsche Politikerin (CDU), MdL
- Carsten Adolf Krüger (1847–1930), deutscher Politiker
- Casey Krueger (* 1990), US-amerikanische Fußballspielerin
- Caspar Krüger (1899–1984), deutscher Politiker (CDU)
- Christian Krüger (Eishockeyspieler) (* 1983), deutscher Eishockeyspieler
- Christian Joseph Krüger (1759–1814), deutscher Bildhauer, Medailleur, Graveur, Stempelschneider und Wachsbossierer
- Christian Friedrich Krüger (1753–1840), deutscher Staatsminister
- Christiane Krüger (* 1945), deutsche Schauspielerin
- Christine Krüger (Schauspielerin) (* 1947), deutsche Schauspielerin und Regisseurin
- Christine G. Krüger (* 1975), deutsche Historikerin
- Christine Gabriele Krüger (* 1942), deutsche Schriftstellerin und Journalistin, siehe Gabriele Hoffmann (Schriftstellerin)
- Claudia Krüger (* 1972), deutsche Journalistin und Fernsehmoderatorin, siehe Claudia Davies
- Claudia Krüger (Ruderin), deutsche Ruderin
- Claus Krüger (Designer) (* 1933), deutscher Designer, insbesondere von Medizintechnik
- Claus Krüger (Politiker) (* 1949), deutscher Politiker (Bündnis 90/Die Grünen)
- Cole Krueger (* 1991), ungarischer Shorttracker

### D
- Dagnija Osite-Krüger (* 1946), lettisch-deutsche Filmregisseurin
- Dennis Krüger (* 1993), deutscher Leichtathlet
- Detlef Krüger (* 1943), deutscher Rugby-Union-Spieler, Trainer und Hochschullehrer
- Detlev H. Krüger (* 1950), deutscher Mediziner
- Detlof Krüger (1915–1996), deutscher Schauspieler, Regisseur und Intendant
- Diane Krüger (* 1976), deutsche Schauspielerin, siehe Diane Kruger
- Dieter Krüger (Leichtathlet) (* 1952), deutscher Leichtathlet
- Dieter Krüger (Historiker) (* 1953), deutscher Historiker und Archivar
- Dirk Krüger (Literaturwissenschaftler) (* 1940), deutscher Lehrer und Literaturwissenschaftler
- Dirk Krüger (Volkswirt) (* 1970), deutscher Ökonom
- Dirk Krüger (Boxer) (* 1973), deutscher Boxer
- Doris Krüger (1913–1950), deutsche Schauspielerin
- Dorothee Krüger (* 1982), deutsche Schauspielerin
- Dörte Krüger (Biathletin) (* 1959), deutsche Sommer-Biathletin
- Dörte Krüger (Volleyballspielerin) (* 1967), deutsche Volleyballspielerin

### E
- Eberhard Krüger (1927–2001), deutscher Kieferchirurg und Hochschullehrer
- Edith Krüger (1913–1988), deutsche Politikerin (SPD), MdBB
- Edmund Carl Julius Krüger (1836–1909), baltendeutscher Pädagoge und Archäologe
- Eduard Krüger (Musikhistoriker) (1807–1885), deutscher Musikhistoriker, Komponist und Philologe
- Eduard Krüger (Schauspieler) (um 1820–1882), deutscher Schauspieler
- Eduard Krüger (Reiter) (1893–1963), deutscher Reitsportler
- Eduard Krüger (Architekt) (1901–1967), deutscher Architekt und Bauhistoriker
- Elisabeth Krüger (1864–nach 1947), deutsche Blumen- und Porträtmalerin
- Else Krüger (1915–2005), deutsche Sekretärin von Martin Bormann
- Emil Krüger (Agrarwissenschaftler) (1855–1925), deutscher Agrarwissenschaftler und Kulturtechniker
- Emil Krüger (Archäologe) (1869–1954), deutscher Archäologe
- Emmy Krüger (1886–1976), deutsche Opernsängerin (Sopran)
- Ephraim Gottlieb Krüger (1756–1834), deutscher Kupferstecher und Hochschullehrer
- Eric Krüger (* 1988), deutscher Leichtathlet
- Erich Krüger (Biologe) (1885–1968), deutscher Biologe
- Erich Krüger (Politiker, 1891) (1891–1946), deutscher Schriftsteller und Politiker (LDP), MdL Sachsen-Anhalt
- Erich Krüger (Politiker, 1893) (1893–nach 1950), deutscher Lehrer und Politiker (LDPD), MdV
- Erich Krüger (Politiker, 1894) (1894–nach 1945), deutscher Politiker (NSDAP), MdL Preußen
- Erich Krüger (Maler) (1897–1978), deutscher Maler
- Erich Krüger (Radsportler) (1906–unbekannt), deutscher Radsportler
- Erich Krüger (Musiker, 1907) (1907–1989), deutscher Violinist
- Erich Krüger (Musiker, 1954) (* 1954), deutscher Bratschist und Hochschullehrer
- Erich O. Krueger (1895–1956), deutscher Fotograf der Nachkriegszeit
- Erika Krüger (* 1936), deutsche Ehrensenatorin der TU Bergakademie Freiberg
- Ernst Krüger (Botaniker) (1860–1942), deutscher Botaniker
- Ernst Krüger (Jurist) (1867–1926), deutscher Jurist und Politiker (DVP)
- Ernst Krueger (Mediziner) (1870–1954), deutscher Mediziner
- Ernst Krüger (Diplomat) (* 1877), deutscher Diplomat, Generalkonsul
- Ernst Krüger, Pseudonym von Erwin Ettel (1895–1971), deutscher Diplomat, SS-Führer und Journalist
- Ernst Krüger (Politiker) (1895–1970), deutscher Politiker (KPD/SED) und Gewerkschaftsfunktionär (FDGB)
- Ernst Krüger (Leichtathlet) (1896–1974), deutscher Leichtathlet
- Ernst Krüger (Produzent) (1898–1995), deutscher Filmproduzent
- Ernst Krüger (Gewerkschafter) (1907–nach 1967), deutscher Gewerkschafter (FDGB), MdV
- Erwin Krüger (1909–1986), deutscher Politiker (SPD), MdA Berlin
- Esaias Krüger (1544–1609), deutscher Theologe
- Eugen Krüger (1832–1876), deutscher Lithograf und Maler

### F
- Fabian Krüger (* 1971), deutscher Schauspieler am Burgtheater
- Felix Krueger (1874–1948), deutscher Psychologe
- Felix Krüger (Architekt) (1875–1945), deutscher Architekt
- Ferdinand Krüger (1843–1915), deutscher Mundartdichter und Arzt
- Florian Krüger (* 1999), deutscher Fußballspieler
- Florian Krüger-Shantin (* 1952), deutscher Schauspieler, Autor, Regisseur und Synchronsprecher
- Frank Jürgen Krüger (1948–2007), deutscher Rockmusiker
- Franz Krüger (1797–1857), deutscher Maler und Grafiker
- Franz Krüger (General) (1829–1896), deutscher Generalleutnant
- Franz Krüger (Bildhauer) (1849–1912), deutscher Bildhauer
- Franz Krüger (Architekt) (1873–1936), deutscher Architekt
- Franz Krüger (Musiker) (1880–1940), deutscher Paukist und Hochschullehrer
- Franz Krüger (Politiker) (1887–1924), deutscher Politiker (SPD)
- Franz August Otto Krüger (1868–1938), deutscher Maler und Kunsthandwerker, siehe Otto Krüger (Maler)
- Franz-Otto Krüger (1917–1988), deutscher Schauspieler
- Fred Krüger (Journalist) († 1950), deutscher Sportjournalist am Rundfunk
- Fred Krüger (Musiker) (* 1946), deutscher Musiker und Komponist
- Fred Krüger (Geograph) (* 1959), Schweizer Geograph und Hochschullehrer
- Frieda Krüger (1900–1991), deutsche Gewerkschaftsfunktionärin
- Friederike Krüger (1789–1848), deutsche Soldatin und Patriotin
- Friedhelm Krüger (1935–2024), deutscher evangelischer Theologe und Hochschullehrer
- Friedrich Krüger (Bischof) († 1427), Dompropst und Bischof von Havelberg
- Friedrich Krüger (1819–1896), deutscher Jurist und Diplomat
- Friedrich Krüger (Diplomat) (1857–1937), deutscher Diplomat
- Friedrich Krüger (Lehrer) (1858–nach 1924), deutscher Lehrer und Liederautor
- Friedrich Krüger (Astronom) (1864–1916), deutscher Astronom
- Friedrich Krüger (Botaniker) (1865–1914), deutscher Botaniker und Phytopathologe
- Friedrich Krüger (Physiker) (1877–1940), deutscher Physiker und Hochschullehrer
- Friedrich Krüger (Politiker) (1896–1984), deutscher Politiker (SPD), MdA Berlin
- Friedrich Christian Krüger, siehe Friedrich Christian Krieger (1774–1832), deutscher Maler
- Friedrich Conrad Krüger (1765–1807), deutscher Zeichner, Kupferstecher und Maler
- Friedrich Ludwig Krüger († um 1770), deutscher Architekt
- Friedrich-Wilhelm Krüger (1894–1945), deutscher Politiker (NSDAP)
- Fritz Krüger (Romanist) (1889–1974), deutscher Romanist und Hispanist
- Fritz Krüger (Richter) (1898–nach 1963), deutscher Jurist und Richter
- Fritz Krüger (1902–1969), deutscher Straßenhändler und Stadtoriginal, siehe Oskar vom Pferdemarkt
- Fritz J. Krüger (1941–2025), deutscher Fossiliensammler und Paläontologe
- Fritz Peter Krüger, eigentlicher Name von Peter Aldag (1906–nach 1943), deutscher antisemitischer Publizist (NSDAP)
- Fritz-Wilhelm Krüger (* 1941), deutscher Politiker (FDP), MdL Hessen

### G
- Gabriel Krüger (* 1976), deutscher Volleyballspieler
- Georg Krüger (Astronom) (um 1642–1707), deutscher Theologe, Astronom und Meteorologe
- Georg Krüger (Bildhauer) († nach 1915), deutscher Bildhauer und Modelleur
- Georg Krüger-Haye (1864–1941), deutscher Geistlicher, Historiker und Autor
- Georg Krüger-Wittmack (1902–1986), deutscher Jurist und Kirchenfunktionär
- Gerda Krüger (1900–1979), deutsche Rechtshistorikerin, Juristin und Bibliothekarin
- Gerda Krüger-Nieland (1910–2000), deutsche Juristin
- Gerhard Krüger (Philosoph) (1902–1972), deutscher Philosoph und Kulturwissenschaftler
- Gerhard Krüger (Wirtschaftswissenschaftler) (1904–1990), Nachkriegsrektor in Clausthal
- Gerhard Krüger (NS-Funktionär) (1908–1994), deutscher Parteifunktionär (NSDAP, DRP, SRP)
- Gerhard Krüger (Tiermediziner) (1918–2013), deutscher Veterinärmediziner
- Gerhard Krüger (Kameramann) (1920–1986), deutscher Kameramann
- Gerhard Krüger (Museumsleiter) (1922–2009), deutscher Archäologe und Museumsleiter
- Gerhard Krüger (Trabrennfahrer) (1925–2017), deutscher Trabrennfahrer
- Gerhard Krüger (Informatiker) (1933–2013), deutscher Informatiker und Hochschullehrer
- Gertraude Krueger (* 1949), deutsche Übersetzerin
- Gertraude Nath-Krüger (1933–2016), deutsche Malerin und Grafikerin
- Gertrud Krüger (1904–1996), deutsche Politikerin (SPD), MdL Bayern
- Gesine Krüger (Medizinerin) (* 1959), deutsche Sanitätsoffizierin (Generalstabsärztin)
- Gesine Krüger (Historikerin) (* 1962), deutsche Historikerin und Hochschullehrerin
- Gottfried Krüger (1863–1941), deutscher Mediziner und Heimatforscher
- Gottfried Krüger (Marineoffizier) (* 1899), deutscher Kapitän zur See der Kriegsmarine
- Grit Krüger (* 1989), deutsche Schriftstellerin
- Gudrun Krüger (1922–2004), deutsche Künstlerin
- Günter Krüger (Kunsthistoriker) (1918–2003), deutscher Kunsthistoriker
- Günter Krüger (Künstler) (1936–2009), deutscher Maler, Grafiker und Lyriker
- Günter Krüger (Kanute), deutscher Kanute
- Günter Krüger (Fotograf) (* 1950), deutscher Architekt und Fotograf
- Günter Krüger (Judoka) (* 1953), deutscher Judoka
- Günther Krüger (1919–2003), deutscher Journalist und Fotograf
- Gustav Krüger (Sänger) (1809–1881), deutscher Sänger (Bass)
- Gustav Krüger (Philologe) (1837–1912), deutscher Klassischer Philologe, Gymnasiallehrer und Schulrat
- Gustav Krüger (Chemiker) (1853–1918), deutscher Chemiker
- Gustav Krüger (Theologe) (1862–1940), deutscher Theologe und Kirchenhistoriker
- Gustav Krüger (Musiker) (1871–nach 1938), deutscher Kontrabassist und Hochschullehrer
- Gustav Krüger (Polizeipräsident) (1878–1927), deutscher Polizeibeamter
- Gustav Krüger (Gewerkschafter) (1885–1967), deutscher Gewerkschafter und Politiker (SPD)

### H
- Hanfried Krüger (1914–1998), deutscher Theologe und Journalist
- Hannah Krüger (* 1988), deutsche Hockeyspielerin
- Hans Krüger (Politiker, 1884) (1884–1933), deutscher Politiker (SPD)
- Hans Krüger (Verwaltungsjurist) (1884–1945), deutscher Verwaltungsjurist
- Hans Krüger (Maler) (1884–1963), deutscher Maler
- Hans Krüger (Polarforscher) (1886–1930), deutscher Polarforscher
- Hans Krüger (Politiker, 1902) (1902–1971), deutscher Politiker (CDU)
- Hans Krüger (Widerstandskämpfer) (1904–1944), deutscher Widerstandskämpfer
- Hans Krüger (Gestapo) (1909–1988), deutscher Gestapobeamter
- Hans Krüger (SS-Mitglied) (1912–1970), deutscher SS-Hauptsturmführer und Versicherungskaufmann
- Hans Krüger-Kroneck (1884–??), deutscher Theaterdirektor
- Hans Krüger-Stackfleth, deutscher Unternehmer
- Hans Krüger-Velthusen (1903–nach 1966), deutscher Bausparkassen-Funktionär
- Hans Krüger-Welf (1889–nach 1925), deutscher Literaturwissenschaftler und Übersetzer
- Hans Andersen Krüger (1816–1881), deutscher Landwirt, Müller und Politiker, MdR
- Hans-Dieter Krüger (1930–2012), deutscher Journalist
- Hans-Hartmut Krüger (1926–2000), deutscher Schauspieler und Regisseur
- Hans-Jörg Krüger (Basketballspieler) (1942–2023), deutscher Basketballspieler
- Hans-Jörg Krüger (Chemiker) (* 1960), deutscher Chemiker und Hochschullehrer
- Hans Jürgen Krüger (1917–1980), deutscher Journalist
- Hans Manfred Krüger (1852–1926), deutscher Bauingenieur und Baubeamter
- Hanspeter Krüger (1937–2020), deutscher Radiojournalist
- Hans-Peter Krüger (Psychologe) (1945–2012), deutscher Psychologe
- Hans-Peter Krüger (Philosoph) (* 1954), deutscher Philosoph
- Hans-Peter Krüger (Schauspieler) (* 1956), deutscher Schauspieler, Regisseur und Autor
- Hans-Ulrich Krüger (* 1952), deutscher Politiker (SPD)
- Harald Krüger (Politiker) (* 1957), deutscher Politiker (CDU)
- Harald Krüger (Manager) (* 1965), deutscher Industriemanager
- Hardy Krüger (1928–2022), deutscher Schauspieler und Schriftsteller
- Hardy Krüger, bürgerlicher Name von Lennardt Krüger (1958–2020), deutscher Schauspieler und Synchronsprecher
- Hardy Krüger, Geburtsname von Hardy Crueger (* 1962), deutscher Schriftsteller
- Hardy Krüger junior (* 1968), deutscher Schauspieler
- Hartmut Krüger (Jurist) (1943–1998), deutscher Jurist
- Hartmut Krüger (Handballspieler) (* 1953), deutscher Handballspieler
- Hartmut Krüger (Fußballspieler) (* 1954), deutscher Fußballtorwart
- Harry Krüger-York (1901–1985), deutscher Schriftsteller und Dramatiker
- Hedwig Krüger (1882–1938), deutsche Politikerin (SPD, USPD, VKPD, KPD)
- Heidi Krüger (* 1933), deutsches Model
- Heinrich Krüger (Maler) (1863–1901), deutscher Maler und Dichter
- Heinrich Krüger (Heinrich Karl Adolf Krüger, Pseudonym Thies Ruge; 1878–1964), deutscher Literaturwissenschaftler und Schriftsteller
- Heinz Krüger (LDP), deutscher Politiker (LDP)
- Heinz Krüger (Fotograf) (1919–1980), deutscher Fotograf und Bildreporter
- Heinz Krüger (Politiker, 1919) (1919–2015), deutscher Politiker (SED)
- Heinz Krüger (Fußballspieler) (1932–2003), deutscher Fußballspieler
- Heinz-Hermann Krüger (* 1947), deutscher Erziehungswissenschaftler und Hochschullehrer
- Helga Krüger (Eiskunstläuferin), deutsche Eiskunstläuferin
- Helga Krüger (Badminton) (* 1936), deutsche Badmintonspielerin
- Helga Krüger (Soziologin) (1940–2008), deutsche Soziologin und Erziehungswissenschaftlerin
- Hellmuth Krüger (1890–1955), deutscher Autor, Schauspieler und Kabarettist
- Helmut Krüger (Ingenieur) (Max Helmut Krüger; 1913–??), deutscher Bauingenieur und Autor
- Helmut Krüger (Politiker) (1920–2010), deutscher Politiker (CDU), MdL Nordrhein-Westfalen
- Helmut Krüger (Musiker) (1926–2022), deutscher Kirchenmusiker und Autor
- Helmut Krueger (* 1939), deutscher Arbeitswissenschaftler
- Helmut Krüger (Pfarrer) (* 1955), deutscher Pfarrer und Liedermacher
- Herbert Krüger (Kunsthistoriker) (1902–1996), deutscher Kunsthistoriker und Prähistoriker
- Herbert Krüger (1905–1989), deutscher Jurist
- Herman Anders Krüger (1871–1945), deutscher Literaturwissenschaftler, Hochschullehrer und Politiker (DDP)
- Herman F. Krueger (1894–1991), US-amerikanischer Politiker
- Hermann von Krueger (1835–1917), preußischer Generalmajor
- Hermann Krüger (Maler) (1834–1908), deutscher Maler
- Hermann Krüger (Architekt) (1869–??), deutscher Architekt
- Hermann Krüger (Pädagoge) (1947–2017), deutscher Lehrer
- Hermann Krüger-Westend (1882–1966), deutscher Journalist, Publizist und Schriftsteller
- Hermann Georg Krüger (1815–1897), deutscher Architekt und Baubeamter
- Hilde Krüger (1912–1991), deutsche Schauspielerin
- Hildegard Krüger (1909–1994), deutsche Richterin, Frauenrechtlerin und Autorin
- Hilmar Krüger (Rechtswissenschaftler) (* 1938), deutscher Rechts- und Islamwissenschaftler
- Hilmar Krüger (Schachspieler) (1955–2021), deutscher Fernschachspieler und Schachfunktionär
- Horst Krüger (General) (1916–1989), deutscher Generalmajor
- Horst Krüger (Schriftsteller) (1919–1999), deutscher Schriftsteller
- Horst Krüger (Politiker) (1924–2016), deutscher Politiker (SPD)
- Horst Krüger (Stasiopfer) (1931–2019), deutscher politischer Häftling und Zeitzeuge
- Horst Krüger (Rockmusiker) (* 1942), deutscher Rockmusiker
- Horst Krüger (Kirchenmusiker) (* 1952), deutscher Kirchenmusiker
- Hubert Krüger (1914–2002), deutscher Physiker
- Hugo Krüger (Sänger) (eigentlich Hugo von Gillern; 1829–1871), deutscher Opernsänger (Tenor)
- Hugo Krüger (Politiker) (1848–1930), deutscher Beamter und Politiker (NLP), MdR
- Hugo Krüger (Jurist) (1861–nach 1940), deutscher Jurist und Bibliothekar
- Hugo Krueger (Manager) (1887–1964), deutscher Ingenieur und Bergwerksdirektor

### I
- Ines Krüger (* 1966), deutsche Fernsehmoderatorin
- Ingeborg Krueger (* 1943), deutsche Museumskuratorin
- Ingo Krüger (Maueropfer) (1940–1961), deutsches Todesopfer an der Berliner Mauer
- Ingo Krüger (Autor) (1942–2013), deutscher Denkmalpfleger und Sachbuchautor
- Ingo Krüger (Fußballspieler) (* 1951), deutscher Fußballspieler
- Ingo Krüger (Turner), deutscher Trampolinturner
- Ingrid Krüger (* 1937), deutsche Lektorin
- Irmela Marei Krüger-Fürhoff (* 1965), deutsche Literaturwissenschaftlerin
- Isis Krüger (1961–2017), deutsche Schauspielerin

### J
- Jan-Kristian Krüger (* 1941), deutscher Physiker
- Jan Krüger (Regisseur) (* 1973), deutscher Filmregisseur und Drehbuchautor
- Jan Krüger (Filmproduzent) (* 1981), deutscher Filmproduzent
- Jens Oliver Krüger (* 1976), deutscher Pädagoge
- Joachim Krüger (Antiquar) (1910–nach 1961), deutscher Musikalienhändler, Antiquar und Bücherdieb
- Joachim Krüger (Konzertveranstalter) (1915–1969), deutscher Konzertveranstalter
- Joachim Krüger (Metallurg) (* 1933), deutscher Metallurg und Hochschullehrer
- Joachim Krüger (Politiker) (* 1949), deutscher Politiker (CDU)
- Joachim Krüger (Historiker) (* 1971), deutscher Historiker
- Joachim Friedrich Krüger (1788–1848), deutscher Kaufmann und Senator der Hansestadt Lübeck
- Johann Krüger (Lehrer) (Johann Friedrich Wilhelm Krüger; 1807–1884), deutscher Lehrer und Autor
- Johann Krüger (Politiker) (1869–1936), deutscher Politiker (SPD)
- Johann Krüger (Linguist) (1911–1992), niederländischer Volapükist
- Johann Bartholomäus Krüger (1608–1638), deutscher Mediziner
- Johann Christian Krüger (Schriftsteller) (1723–1750), deutscher Schriftsteller, Schauspieler und Dramatiker
- Johann Christian Krüger (Jurist) (1771–1845), deutscher Jurist und Richter
- Johann Conrad Krüger (1733–1791), deutscher Maler und Kupferstecher
- Johann Friedrich Krüger (1770–1836), deutscher Baumeister
- Johann Gottlob Krüger (1715–1759), deutscher Arzt und Naturforscher
- Johann Heinrich Louis Krüger (1857–1923), deutscher Mathematiker und Geodät, siehe Louis Krüger (Geodät)
- Johann Wilhelm Georg Krüger (1728–1791), britischer Emailkünstler
- Johannes Krüger (1521–1571), deutscher Theologe, Kartograph und Schriftsteller, siehe Johannes Criginger
- Johannes Krüger (Architekt) (1890–1975), deutscher Architekt
- Johannes Krüger (Fechter) (* 1979), deutscher Fechter
- Johannes Krüger (Ingenieur), deutscher Ingenieur
- Johannes Joachim Theodor Krüger (1887–1917), deutscher Feldartillerist
- John-Henry Krueger (* 1995), US-amerikanischer Shorttracker
- Jonas Torsten Krüger (* 1967), deutscher Schriftsteller
- Jörg-Andreas Krüger (* 1968), Präsident des Naturschutzbundes Deutschlands (NABU)
- Josef Krüger (* 1937), deutscher Unternehmer
- Julia Krüger (* 1990), deutsche Moderatorin, Schauspielerin und Journalistin
- Julian Vinzenz Krüger (* 1992), deutscher Schauspieler
- Jürgen Krüger (Mediziner) (1936–2024), deutscher Mediziner und Hochschullehrer
- Jürgen Krüger (Kunsthistoriker) (* 1950), deutscher Kunsthistoriker und Hochschullehrer
- Jürgen Krüger (Schwimmer) (* 1954), deutscher Schwimmer
- Jürgen Krüger (Schauspieler), deutscher Schauspieler
- Justin Krueger (* 1986), deutscher Eishockeyspieler
- Jutta Krüger (* 1932), deutsche Speerwerferin, siehe Jutta Neumann (Leichtathletin)
- Jutta Krüger (* 1948), deutsche Tischtennisspielerin, siehe Jutta Trapp
- Jutta Dümpe-Krüger (* 1962), deutsche Politikerin (Bündnis 90/Die Grünen), MdB
- Jutta Krüger-Jacob (* 1963), deutsche Politikerin (Bündnis 90/Die Grünen)

### K
- Karin Krüger (* 1958), deutsche Judoka
- Karl Krüger (Pfarrer) (1837–1923), deutscher Pfarrer und Heimatforscher
- Karl Krüger (Politiker, 1849) (1849–1915), deutscher Lehrer und Politiker, MdL Preußen
- Karl Krüger (Politiker, 1854) (1854–1929), deutscher Politiker, MdL Württemberg
- Karl Krüger (Politiker, 1868) (1868–1921), deutscher Arzt und Politiker, MdL Waldeck-Pyrmont
- Karl Krüger (General) (1893–1980), deutscher Generalmajor
- Karl Krüger (Chorleiter) (1896–1973), deutscher Chorleiter
- Karl Krüger (Geograph) (1897–1974), deutscher Geograph, Mineraloge und Hochschullehrer
- Karl Krüger (Parteifunktionär) (1905–??), deutscher Bergmann und Parteifunktionär (SED)
- Karl Krüger (Lehrer) (1907–1997), deutscher Lehrer, Schulbuchautor und Geschichtsdidaktiker
- Karl Krüger-Hansson (1887–1962), schwedischer Schriftsteller
- Karl-Ernst Krüger (1918–1976), deutscher Ophthalmologe
- Karl Friedrich Krüger (1765–1828), deutscher Schauspieler
- Karl Heinrich Krüger (1937–2023), deutscher Historiker und Autor
- Karl Heinz Krüger (Journalist), deutscher Journalist
- Karl-Heinz Krüger (* 1953), deutscher Boxer
- Karl Wilhelm Krüger (1796–1874), deutscher Klassischer Philologe
- Karoline Krüger (Schauspielerin) (1753–1831), deutsche Schauspielerin
- Karoline Krüger, Geburtsname von Caroline Demmer (1764–1813), deutsch-österreichische Schauspielerin und Sängerin
- Karoline Krüger (Sängerin) (* 1970), norwegische Sängerin und Musicaldarstellerin
- Katharina Krüger (* 1990), deutsche Rollstuhltennisspielerin
- Kathleen Krüger (* 1985), deutsche Fußballspielerin
- Katrin Krüger, Geburtsname von Katrin Mietzner (* 1959), deutsche Handballspielerin
- Kersten Krüger (* 1939), deutscher Historiker
- Kirsten Krüger (Tischtennisspielerin) (* 1955), deutsche Tischtennisspielerin
- Kirsten Krüger (Bildhauerin) (* 1966), deutsche Bildhauerin
- Klaus Krüger (Architekt) (1930–2021), deutscher Architekt
- Klaus Krüger (Schauspieler) (1931–1995), deutscher Schauspieler
- Klaus Krüger (Kunsthistoriker) (* 1957), deutscher Kunsthistoriker
- Klaus Krüger (Historiker) (* 1960), deutscher Mittelalterhistoriker
- Klaus-Dietrich Krüger (1936–2005), deutscher Politiker (SPD)
- Konstanze Krüger (* 1968), deutsche Zoologin und Verhaltensforscherin
- Kristie Krueger (Schauspielerin), US-amerikanische Schauspielerin
- Kristie Krueger (Schwimmerin), US-amerikanische Schwimmerin
- Kurt Krüger (Politiker) (1894–nach 1944), deutscher Politiker (NSDAP)
- Kurt Krüger (Jurist, 1906) (1906–1987), deutscher Jurist und NS-Funktionär
- Kurt Krüger (Jurist, 1909) (1909–nach 1979), deutscher Jurist, Eisenbahn- und Versicherungsmanager
- Kurt Krüger (Fußballspieler) (1920–2003), deutscher Fußballspieler
- Kurt Krüger (Diplomat) (1925–2006), deutscher Politiker (SED) und Diplomat
- Kurt Krüger-Lorenzen (1904–1971), deutscher Reporter

### L
- Lennardt Krüger (1958–2020), deutscher Schauspieler
- Leopold Krüger (1804–1857), deutscher Politiker
- Leopold Krüger (Entomologe) (1861–1942), deutscher Lehrer, Insektenkundler und Kurator
- Lore Krüger (1914–2009), deutsche Fotografin, Übersetzerin und Widerstandskämpferin
- Lorenz Krüger (1932–1994), deutscher Wissenschaftsphilosoph und Wissenschaftshistoriker
- Lothar Krüger (Architekt) (1846–1917), deutscher Architekt und Hochschullehrer
- Lothar Krüger (1885–1945), deutscher Ingenieur und Baustoffkundler
- Louis Krüger (Geodät) (Johann Heinrich Louis Krüger; 1857–1923), deutscher Mathematiker und Geodät
- Louis Krüger (Schriftsteller) (* 1955), südafrikanischer Schriftsteller
- Louis Krüger (Politiker) (* 1996), deutscher Politiker (Bündnis 90/Die Grünen), MdA
- Lucia Krüger (1901–1986), deutsche Politikerin (CDU), MdA Berlin
- Ludwig Bernhard Krüger (1823–1881), deutscher Pulverfabrikant und Politiker, MdL Sachsen
- Luise Krüger (Politikerin), deutsche Gewerkschafterin und Politikerin (SED), MdV
- Luise Krüger (Leichtathletin) (1915–2001), deutsche Leichtathletin
- Lukas Krüger (* 2000), deutscher Fußballspieler

### M
- Malte Krüger (* 1993), deutscher Politiker (Bündnis 90/Die Grünen)
- Malte Dominik Krüger (* 1974), deutscher evangelischer Theologe
- Manfred Krüger (Soziologe) (1925–1996), deutscher Soziologe und Hochschullehrer
- Manfred Krüger (Fußballspieler) (* 1925), deutscher Fußballspieler
- Manfred Krüger (Anthroposoph) (1938–2019), deutscher Schriftsteller und Philosoph
- Marcel Krueger (* 1977), deutsch-irischer Schriftsteller, Herausgeber und Übersetzer
- Marcus Krüger (* 1990), schwedischer Eishockeyspieler
- Maria Krüger (Autorin) (1904–1999), polnische Journalistin und Schriftstellerin
- Maria Krüger (Politikerin) (1907–1987), deutsche Politikerin (KPD)
- Marian Krüger (* 1964), deutscher Politiker (PDS, Die Linke), MdA
- Marianne Krüger-Potratz (* 1943), deutsche Pädagogin
- Mario Krüger (Intendant) (* 1935), deutscher Dramaturg, Theaterregisseur und Theaterintendant
- Mario Krüger (Politiker) (* 1957), deutscher Ingenieur und Politiker (Bündnis 90/Die Grünen)
- Mario Krüger (Schauspieler) (* 1966), deutscher Schauspieler
- Marita Krüger (Theologin) (* 1950), deutsche evangelische Theologin
- Marita Krüger (Fußballspielerin), deutsche Fußballspielerin
- Markus Krüger (* 1965), deutscher Schauspieler und Kinderdarsteller
- Markus Matthias Krüger (* 1981), deutscher Landschaftsmaler
- Martin Krüger (Basketballtrainer) (* 1957), deutscher Basketballtrainer
- Martin Krüger (Schriftsteller) (* 1986), deutscher Schriftsteller und Musiker
- Martin Krüger (Volleyballspieler) (* 1994), deutscher Volleyballspieler
- Martin Maria Krüger (* 1954), deutscher Musiker
- Marvin Krüger (* 1989), deutscher Eishockeyspieler
- Matthias Krüger (* 1972), deutscher Jurist und Hochschullehrer
- Max Krüger (Fußballspieler), deutscher Fußballspieler
- Max Krüger (Architekt) (1893–1959), deutscher Architekt
- Max Krüger (Regisseur), deutscher Regisseur
- Max Krüger-Velthusen (1849–1898), deutscher Offizier und Ornithologe
- Max Carl Krüger (1834–1880), deutscher Maler
- Meike Krüger (* 1971), deutsche Journalistin, Moderatorin und Autorin
- Merten Krüger (* 1990), deutscher Volleyballspieler
- Michael Krüger (Schriftsteller) (* 1943), deutscher Schriftsteller, Verleger und Übersetzer
- Michael Krüger (Fußballtrainer) (* 1954), deutscher Fußballspieler und -trainer
- Michael Krüger (Politiker) (* 1955), österreichischer Rechtsanwalt und Politiker
- Michael Krüger (Sportwissenschaftler) (* 1955), deutscher Sportwissenschaftler
- Michael Krüger (Leichtathlet) (* 1966), deutscher Ultralangstreckenläufer
- Mike Krüger (Michael Friedrich Wilhelm Krüger; * 1951), deutscher Komiker, Kabarettist und Sänger
- Mitchell Krueger (* 1994), US-amerikanischer Tennisspieler
- Mo Krüger (* um 1975), deutsche Fernsehmoderatorin, Sprecherin und Sängerin
- Monika Krüger (* 1947), deutsche Veterinärmedizinerin
- Myriam Krüger (* 1989), deutsche Fußballspielerin
- Myron Krueger (* 1942), US-amerikanischer Medienkünstle

### N
- Nadine Krüger (* 1977), deutsche Schauspielerin und Fernsehmoderatorin
- Nana Krüger (* 1962), deutsche Schauspielerin
- Nils Krüger (Schriftsteller) (1899–1973), deutscher Schriftsteller
- Nils Krüger (Künstler, 1945) (* 1945), deutscher Klangkünstler und Filmschaffender
- Nils Krüger (Künstler, 1969) (* 1969), deutschamerikanischer bildender Künstler
- Nils Krüger (Designer) (* 1970), deutscher Produktdesigner und Hochschullehrer
- Nils Krüger (Judoka) (* 1973), deutscher Judoka
- Norbert Krüger (* 1949), deutscher Mediziner und Hochschullehrer

### O
- Ole Krüger (* 1983), deutscher Politiker (Bündnis 90/Die Grünen)
- Oliver Krüger (Religionswissenschaftler) (* 1973), deutscher Religionswissenschaftler und Soziologe
- Oliver Krüger (Biologe) (* 1975), deutscher Verhaltensbiologe
- Oswald Krüger (1598–1665), deutscher Jesuit und Astronom
- Otto Krüger (Maler) (Franz August Otto Krüger; 1868–1938), deutscher Maler und Kunsthandwerker
- Otto Krüger (Widerstandskämpfer) (1886–1936), deutscher Widerstandskämpfer
- Otto Krueger (1890–1963), US-amerikanischer Politiker
- Otto Krüger (Chemiker) (1895–1973), deutscher Chemiker
- Otto Krüger (Choreograf) (1913–2000), deutscher Tänzer und Choreograf
- Otto Krüger (Ruderer), deutscher Ruderer

### P
- Pancraz Krüger (1546–1614), deutscher Humanist und Pädagoge
- Paul Krüger (Ohm Krüger; 1825–1904), südafrikanischer Politiker, siehe Paul Kruger
- Paul Krüger (Jurist) (1840–1926), deutscher Rechtswissenschaftler
- Paul Krüger (Architekt) (1858–1884), deutscher Architekt
- Paul Krüger, Künstlername von Hans Andresen (Schauspieler) (1863–1927), deutscher Schauspieler
- Paul Krüger (Maler, 1886) (1886–1969), deutscher Maler
- Paul Krüger (Politiker, 1903) (1903–1990), deutscher Politiker (KPD)
- Paul Krüger (Maler, 1911) (eigentlich Werner Krüger; 1911–1964), deutscher Maler und Grafiker
- Paul Krüger (Politiker, 1950) (* 1950), deutscher Politiker (CDU)
- Peter Krüger (1580–1639), deutscher Philologe, Astronom und Mathematiker, siehe Peter Crüger
- Peter Krüger (Unternehmer, 1924) (1924–2007), deutscher Unternehmer
- Peter Krüger (Historiker) (1935–2011), deutscher Historiker
- Peter Krüger (General) (1935–2013), deutscher Brigadegeneral der Luftwaffe
- Peter Krüger (Unternehmer, 1941) (1941–2020), Schweizer Immobilienunternehmer
- Peter Krüger (Jurist) (* 1943), deutscher Jurist und Mendelssohn-Bartholdy-Forscher
- Peter Krüger (Filmproduzent) (* 1964), deutscher Filmproduzent, Schauspieler und Regisseur
- Phil Krueger (* 1951), US-amerikanischer Automobilrennfahrer
- Pit Krüger (1934–2003), deutscher Komiker, Sänger und Schauspieler
- Pitt Krüger (1904–1989), deutscher Reformpädagoge, siehe La Coûme

### R
- Ralph Krueger (* 1959), deutsch-kanadischer Eishockeytrainer
- Reinhard Krüger (Medailleur) (Carl Reinhard Krüger; Karl Reinhard Krüger; 1794–1879), deutscher Medailleur, königlich sächsischer Münzgraveur u. Stempelschreiber in Dresden
- Reinhard Krüger (Historiker) (1951–2018), deutscher Historiker, Romanist, Kulturwissenschaftler, Literaturwissenschaftler, Lusitanist, Hochschullehrer und Philatelist
- Renate Krüger (Schriftstellerin) (1934–2016), deutsche Schriftstellerin, Kunsthistorikerin und Publizistin
- Renate Krüger (Politikerin), deutsche Jugendfunktionärin und Politikerin, MdV
- Renate Krüger-Fischer (* 1971), österreichische Politikerin (Team Stronach)
- René Krüger (* 1950), argentinischer Theologe
- Richard Krüger (Politiker, 1880) (1880–1965), deutscher Politiker (SPD), MdR
- Richard Krüger (Politiker, II), deutscher Politiker (LDP), MdL Brandenburg
- Richard Krüger (Schauspieler) (1930–1995), deutscher Schauspieler
- Robert Krüger, deutscher Fußballspieler
- Roland Krüger (Manager) (* 1965), deutscher Industriemanager
- Roland Krüger (Polizist) (1966–2003), deutscher Polizist
- Roland Krüger (Jurist) (* 1966), deutscher Jurist und Richter
- Roland Krüger (Pianist) (* 1973), deutscher Pianist
- Rolf Krüger (Leichtathlet), deutscher Leichtathlet
- Rolf Krüger (Designer) (* 1939), deutscher Designer
- Rolf Krüger (Künstler) (* 1945), deutscher Maler, Grafiker und Lithograf
- Rolf Krüger (Jurist) (* 1953), deutscher Jurist und Autor
- Ronald Krüger (* 1935), deutscher Weitspringer
- Rosa Krüger (1861–1936), deutsche Malerin
- Rüdiger Krüger (* 1951), deutscher Germanist, Literat und Kulturmanager
- Rudolf Krüger (Politiker, 1872) (1872–1945), deutscher Politiker (SPD)
- Rudolf Krüger (Zahnmediziner) (1886–1973), deutscher Zahnarzt
- Rudolf Krüger (Maler) (1893–1977), deutscher Maler und Grafiker
- Rudolf Krüger (Politiker, 1898) (1898–1968), deutscher Politiker (NSDAP) und Beamter
- Rudolf Krüger (Architekt) (1898–1980), deutscher Architekt
- Rudolf Krüger (Ökonom) (1925–2017), deutscher Ökonom und Hochschullehrer
- Rudolf Krüger-Ohrbeck (1930–2000), deutscher Grafiker, Bildhauer und Glasmaler

### S
- Sabine Krüger (Historikerin) (1920–2019), deutsche Historikerin und Philologin
- Sabine Krüger (Liedermacherin) (* 1956), deutsche Liedermacherin und Autorin
- Sabine Krüger, Mädchenname von Sabine Achour  (* 1973), deutsche Politikwissenschaftlerin

- Sascha Krüger (Journalist), deutscher Journalist, Autor und Texter
- Sascha Krüger (Synchronsprecher) (* 1978), deutscher Synchronsprecher und Schauspieler
- Sebastian Krüger (* 1963), deutscher Karikaturist und Maler
- Simen Hegstad Krüger (* 1993), norwegischer Skilangläufer
- Stella Krüger (* 1989), deutsche Handballspielerin
- Stephan Krüger (Gesellschaftswissenschaftler) (* 1953), deutscher Volkswirtschafts- und Gesellschaftswissenschaftler
- Stephan Krüger (* 1988), deutscher Ruderer
- Steven Krueger (* 1989), US-amerikanischer Schauspieler
- Sven Krüger (Politiker, 1973) (* 1973), deutscher Politiker (parteilos, bis 2018 SPD), Oberbürgermeister von Freiberg
- Sven Krüger (Neonazi) (* 1974), deutscher Neonazi-Kader und Politiker (NPD), Kreistagsabgeordneter in Wismar

### T
- Theodor Krüger (1818–1885), deutscher Architekt
- Theodor Krüger (Architekt, 1852) (1852–1926), deutscher Architekt und Baubeamter
- Theodor Krüger (1887–1917), deutscher Feldartillerist, siehe Johannes Joachim Theodor Krüger
- Theodor Krüger (Musiker) (1891–1966), deutscher Musiker, Komponist und Fotograf
- Theodor Müller-Krüger (1902–1980), deutscher Theologe, Kirchenhistoriker und Missionar
- Therese Krüger (1867–1944), deutsche Übersetzerin
- Thomas Krüger (Politiker, 1959) (* 1959), deutscher Politiker (SPD), MdB, Präsident der Bundeszentrale für politische Bildung
- Thomas Krüger (Theologe) (* 1959), deutscher evangelischer Theologe
- Thomas Krüger (Politiker, 1962) (* 1962), deutscher Politiker (CDU), MdL Sachsen-Anhalt
- Thomas Krüger (Autor) (* 1962), deutscher Lyriker und Schriftsteller
- Thomas Krüger (Politiker, 1969) (* 1969), deutscher Politiker (SPD), MdL Mecklenburg-Vorpommern
- Thomas A. Krüger (1918–1984), deutscher Maler und Grafiker
- Thomas Nathan Krüger (* 1986), deutscher Komponist
- Thorsten Krüger (* 1966), deutscher Politiker (SPD)
- Tim Lucca Krüger (* 1998), deutscher Eishockeyspieler

### U
- Udo Krüger (1900–1951), deutscher Jurist und preußischer Landrat
- Ulf Krüger (* 1947), deutscher Musiker, Texter, Komponist und Produzent
- Ulrich Krüger (Jurist, 1907) (1907–1978), deutscher Jurist
- Ulrich Krüger (Politiker, 1929) (1929–2018), deutscher Politiker (CDU), MdA Berlin
- Ulrich Krüger (Ingenieur) (1935–2017), deutscher Bauingenieur und Hochschullehrer
- Ulrich Krüger (Politiker, 1942) (1942–2016), deutscher Architekt und Politiker (FDP, LD, SPD), MdL Hessen
- Ulrich Krüger (Jurist, 1953) (* 1953), deutscher Jurist und Richter
- Ulrich Krüger (Jurist, 1966) (* 1966), deutscher Wirtschaftsjurist und Hochschullehrer
- Ursula Hensel-Krüger (1925–1992), deutsche Bildhauerin
- Uta Krüger (* 1981), deutsche Schauspielerin
- Uwe Krüger (* 1978), deutscher Journalist

### V
- Vanessa Krüger (* 1991), deutsche Schauspielerin
- Viktoria Krüger (1914–2010), deutsche Bildhauerin
- Vincent Krüger (* 1991), deutscher Schauspieler

### W
- Walter Krueger (1881–1967), US-amerikanischer General
- Walter Krüger (Architekt) (1888–1971), deutscher Architekt
- Walter Krüger (SS-Mitglied) (1890–1945), deutscher General der Waffen-SS
- Walter Krüger (General) (1892–1973), deutscher General der Panzertruppe
- Walter Krüger (Bankier) (1925–2025), deutscher Bankier
- Walter Krüger (Leichtathlet) (1930–2018), deutscher Speerwerfer
- Walther Krüger (* 1927), deutscher Musikwissenschaftler
- Werner Krüger (Schrittmacher) (1878–1931), deutscher Radsportler und Schrittmacher
- Werner Krüger (Luftfahrtingenieur) (1910–2003), deutscher Luftfahrtingenieur
- Werner Krüger (1911–1964), eigentlicher Name von Paul Krüger (Maler, 1911), deutscher Maler
- Werner Krueger (1915–1998), deutscher Journalist
- Werner Krüger (Schauspieler), deutscher Schauspieler
- Werner Krüger (Politiker) (* 1948), deutscher Politiker (CDU)
- Wilfried Krüger (Wirtschaftswissenschaftler) (* 1943), deutscher Wirtschaftswissenschaftler und Hochschullehrer
- Wilfried Krüger (Fotograf) (* 1947), deutsch-niederländischer Fotograf
- Wilfried Krüger (Musiker) (* 1947), deutscher Hornist
- Wilhelm Krüger (Maler) (1775–1850), deutscher Maler
- Wilhelm Krüger (Politiker, I), deutscher Politiker, Oberbürgermeister von Potsdam
- Wilhelm Krüger (Komponist) (1820–1883), deutscher Komponist und Pianist
- Wilhelm Krüger (Architekt) (1829–??), deutscher Architekt
- Wilhelm Krüger (Agrarwissenschaftler) (1857–1947), deutscher Agrikulturchemiker
- Wilhelm Krüger (Bauingenieur) (1871–1940), deutscher Bauingenieur
- Wilhelm Krüger (Politiker, 1877) (1877–1961), deutscher Jurist, Gutsbesitzer und Politiker (DNVP), MdL Preußen
- Wilhelm Krüger (Politiker, 1889) (1889–1953), deutscher Politiker (SPD), MdL Preußen
- Wilhelm Krüger (1894–1945), deutscher Politiker (NSDAP), siehe Friedrich-Wilhelm Krüger
- Wilhelm Krüger (Politiker, 1896) (1896–1970), deutscher Politiker (SPD), MdBB
- Wilhelm Krüger (Tiermediziner) (1898–1977), deutscher Veterinärmediziner und Hochschullehrer
- Wilhelm Georg Krüger (1774–1835), deutscher Pastor, Pädagoge und Literat
- Wilhelm Paul Krüger (1883–1959), deutscher Schauspieler und Sprecher
- William Kent Krueger (* 1950), US-amerikanischer Schriftsteller
- Willibert Krüger (1940–2019), deutscher Unternehmer
- Willy Krüger (Fußballspieler), deutscher Fußballspieler
- Willy Krüger (Schauspieler, 1902) (1902–1979), deutscher Schauspieler
- Willy Krüger, bürgerlicher Name von Bum Krüger (1906–1971), deutscher Schauspieler und Sprecher
- Woldemar Friedrich Krüger (1808–1894), deutschbaltischer Maler
- Wolfgang Krüger (Verleger) (1891–1970), deutscher Verleger
- Wolfgang Krueger (Fotograf) (1927–?), deutscher Fotograf
- Wolfgang Krüger (Ingenieur) (1937–2013), deutscher Ingenieur und Hochschullehrer
- Wolfgang Krueger (Politiker) (1937–2018), deutscher Politiker (CDU), Bezirksbürgermeister von Berlin-Tempelhof
- Wolfgang Krüger (Politiker, 1940) (1940–1995), deutscher Politiker (CDU), Bezirksbürgermeister von Berlin-Kreuzberg
- Wolfgang Krüger (Zahnmediziner) (* 1945), deutscher Zahnmediziner und ehemaliger Präsident der Deutschen Gesellschaft für Parodontologie
- Wolfgang Krüger (Richter) (* 1947), deutscher Jurist und Richter
- Wolfgang Krüger (Leichtathlet) (* 1947), deutscher Leichtathlet
- Wolfgang Krüger (Psychologe) (* 1948), deutscher Psychologe und Psychotherapeut
- Wolfgang Krüger (Politiker, 1950) (* 1950), deutscher Politiker (CDU), Staatssekretär im Land Brandenburg
- Wolfgang Krüger (Fußballspieler) (1953–2023), deutscher Fußballspieler
- Wolfgang Krüger (Botaniker), deutscher Kakteenforscher
- Wolfgang Krüger (Autor), deutscher Autor und Drehbuchautor

### Y
- Yvès Krüger (1903–1988), französische Pädagogin, siehe La Coûme

### Fiktiven Personen
- Freddy Krueger, fiktiver Serienmörder